# Happy Harmonies
 Pour plus de détails, voir Fiche technique et Distribution
Happy Harmonies est le nom d'une série de courts métrages d'animation distribuée par la Metro-Goldwyn-Mayer et produite par le Harman-Ising Studio entre 1934 et 1938.
La série réalisée en Technicolor (sauf les deux premiers en Cinecolor) était conçue comme une concurrente des Silly Symphonies de Walt Disney. La série comprend 36 films.
Elle comprenait des courts métrages avec le personnage de Bosko, inventé par Hugh Harman et qui était apparu avant 1934 dans la série Looney Tunes lorsque le duo Harman-Ising travaillait pour le studio de Leon Schlesinger alors sous contrat avec la Warner Bros. Peu après le personnage de Bosko évolua graphiquement pour devenir un garçon afro-américain plus réaliste. 

## Filmographie

### 1934
- The Discontented Canary
- The Old Pioneer
- Tale of the Vienna Woods
- Bosko's Parlor Pranks
- Toyland Broadcast

### 1935
- Hey-Hey Fever
- When the Cat's Away
- The Lost Chick
- The Calico Dragon
- Good Little Monkeys
- The Chinese Nightingale
- Poor Little Me
- Barnyard Babies
- The Old Plantation
- Honeyland
- Alias St. Nick
- Run, Sheep, Run

### 1936
- Bottles
- The Early Bird And The Worm
- The Old Mill Pond
- Two Little Pups
- The Old House
- The Pups' Picnic
- To Spring
- Little Cheeser
- The Pups' Christmas

### 1937
- Circus Daze
- Swing Wedding
- Bosko's Easter Eggs
- Little Ol' Bosko and the Pirates
- The Hound and the Rabbit
- The Wayward Pups
- Little Ol' Bosko and the Cannibals
- Little Buck Cheeser

### 1938
- Little Olde Bosko in Bagdad
- Pipe Dreams
- The Little Bantamweight